# 葛肇煌
葛肇煌（1894年—1953年），前中華民國陸軍中將，首任洪門忠義會會長，正統「孝」字堆第一任龍頭老大，被視為三合會組織14K的奠基者及創始人。

## 生平
1894年，生於廣東省博羅縣羅陽鎮水西村。1925年，加入陳銘樞的第四軍（原粵軍第一師）第十師（原第四團），1926年，參與北伐，1930年，參與中原大戰，1934年，升任連長，1935年初，唐雲山的第九十三師在貴州遵義調入張發奎的剿匪軍序列，參與追擊紅軍，在烏江邊彭延祖的五五三團與鍾偉的五五五團被紅軍伏擊，傷亡慘重，葛於是從第四軍調入補充，任師部通訊連長。其後，九十三師師長唐雲山被蔣中正撤職，師長換為甘麗初。1936年，兩廣發動六一事變，九十三師回防湖南，準備入粵，隨即廣東問題解決，九十三師調駐防西江，伺機入桂，此時九十三師離開剿匪軍序列，並從一師三團擴編為一師兩旅四團制度，葛也隨部擴編，升為通訊營長（下轄有線與無線各一連）。
1937年抗戰爆發後，參與徐州會戰、武漢會戰與桂南會戰等重要戰役，後來離開九十三師養傷。傷愈後回部隊時，卻發現營長位置已經遭人頂替，葛不甘心回部隊任師部附員候差，經友人何崇校引薦，結交軍統廣東站長謝鎮南（公開身份為廣東省財政廳緝私處處長與廣東省財政廳稅警總團團長），出任廣東省財政廳緝私處惠陽查緝所專員，期間因代理地方自衛隊代購槍枝吞人錢財被告發，軍統將其召回韶關，羈押審查三個月，後因查無實據釋放，軍統得知他在第九十三師任通訊營營長時曾駐防西江，對該地情形熟悉，於1943年秋委任其為西江緝私大隊長，大隊部設三水縣蘆苞鎮。1944年肇慶淪陷後，日本組織的傀儡政府「西江人民保安委員會」曾多次派人與他聯絡談合作，但最後都遭到拒絕。

## 成立14K
1945年8月15日抗戰勝利後，葛在廣東省廣州市西關寶華路14號接收了「洪門西南本部」，並改其名為「洪門忠義會」，成為第一代會長，且對外宣傳洪門忠義會是另行新建立，與過去「五洲華僑洪門西南本部」無關，但原來兩百餘幹部，仍然登記留用，聽命於軍統局局長戴笠，並尊蔣中正為總統，「義安工商總會」領袖向前也是其部下，领「洪門太平山義安堂」堂主，並授予國民革命軍少將軍銜。
成立忠義會後，葛把總部搬到廣州西關寶華正街十四號，幫會成員因此稱自己為十四號的人馬。
後來因為鄭鶴影、何崇校等軍統將校支持，忠義會的成員在廣州行事開始囂張跋扈，不只包嫖庇賭，還滋擾市面，於是就有人告到省長羅卓英那裡，羅聽完後大發雷霆，立即將葛逮捕準備槍斃，就差簽字。鄭鶴影於是就向羅卓英說情，解釋葛成立忠義會是經過軍統同意，「洪門忠義會」算是軍統外圍組織，甘麗初也替舊部向羅卓英緩頰，甘向羅表示：「葛是我舊部，我也是您舊部，算起來葛也是您舊部，不如放他一條生路，也好讓他改過自新。」於是羅卓英後來就下令放走葛肇煌。
1949年，第二次國共內戰，葛任「華南人民反共救國軍粵桂邊剿匪總指揮部」總指揮，副總指揮寇世銘，參謀長鍾孝仁，副參謀向前，但由於國共雙方兵力過於懸殊，葛只好棄守，先行離開。
解放軍攻入兩廣前夕葛帶著下屬經由澳門撤退到香港，1950年，忠義會到香港重開堂口，為掩人耳目改稱「14K」，俗稱條四、14、孖7，K則是國民黨（KuoMinTang，簡寫：KMT）的首字母，表明他們效忠於臺灣方面，並以元朗為重要活動基地，形成今天14K的雛形，直到今天，元朗仍是14K根據地，其組織脈絡依然有跡可尋，經常配合臺灣方面工作，且獲得中國國民黨與中華民國國軍的支持。
1952年，葛表現出擺脫臺灣方面的意圖，展現想自立發展的想法，但在1953年就不幸因腦充血於香港逝世，得年59歲。
1956年10月8日，英屬香港當局將大批14K成員驅逐出境，臺灣方面只給了少量派遣人員入臺，餘下大部分人最後只能轉進葡屬澳門。
其後，這批成員被編在「廣東反共救國軍粵中指揮部第十六路軍」內，每月領受軍餉津貼，每年雙十節，澳門街頭遍插中華民國國旗，一直到其司令程一鳴（情報局澳門站長）1964年向中共投誠，此事令臺灣政府軍政高層十分震怒，據說蔣中正聽完葉翔之的匯報後當場砸了電話，臺灣情報部門無法再信任第十六路軍，因此斷絕經費，沒辦法之下為了生活，只好重新走上犯罪這條道路，這便是澳門14K的來源。

## 家人
育有一子名為葛志雄，綽號「太子」，在日後也成為14K的精神領袖與第二任正統「孝」字堆龍頭老大。1953年葛肇煌在香港病逝後，14K便開始四分五裂，故由葛志雄接手穩定局面。
1960年代，粵東幫準備插旗元朗，但葛志雄不願讓出地盤，於是在1965年，率領300幫眾，直衝粵東幫的根據地，將他們打敗，經此戰役，不只趕出了粵東幫、擴大地盤，也正式穩固了葛志雄在14K的地位。
由於葛肇煌政治背景濃厚，葛志雄到台灣時還曾被當時的中華民國副總統陳誠接見並頒發忠勤勳章。
葛志雄雖作為龍頭卻只是精神領袖，14K的36個字堆早已各自為政，再沒有選舉。2010年10月24日，葛志雄於大埔那打素醫院病逝，享年83歲。

## 歷史爭議
現在網路上流傳，葛肇煌在文明路當街狙殺汪精衛政權廣東省主席陳耀祖，又在1945年初帶人搗毀廣州一德路日偽控制的「五洲華僑洪門西南本部」；前者並非葛、而是軍統廣州站行動隊長李樹藩執行，後者則是等到抗戰勝利後才接收此機關。
在一些網路資料上，仍看得到上面說葛肇煌與戴笠是黃埔六期的同學，且是戴的左右手，但事實並非如此，葛為粵系；戴為浙江人，屬黃埔系，所以兩邊根本沒有關連。而且直到抗戰勝利，葛都只是軍統所屬的聯繫運用人員，不是軍統正式編製成員，其他在網路上流傳葛在1942年加入軍統等資料，並無實據，查閱抗戰時期軍統廣東站指揮系統表與成員名冊，各諜報組前後歷任組長及成員也均無葛的名字。

## 勳章榮譽
忠勤勳章